# Over The Moon
《Over The Moon》是韓國女歌手李彩演於2023年4月12日發行的第二張韓語迷你專輯。這張專輯由WM娱乐製作，Genie音樂和Stone Music Entertainment發行，共收錄包含主打歌〈KNOCK〉在內的5首歌曲。專輯整體風格參考青春校園電影的設定，旨在呈現李彩演多元的舞台形象與個人特色。

## 背景與製作
2023年3月12日，所屬經紀公司WM娛樂宣布李彩演將於4月12日發表新專輯，3月22日公開了迷你二輯《Over The Moon》的概念預告。4月12日下午6點，專輯音源透過Genie等各大數位音樂平台正式上線。
《Over The Moon》以李彩演在青春電影中「主角角色」的形象作為概念主題，專輯試圖展現她在清新與自信之間的多樣個人風格。在製作過程中，李彩演參與了多項創作工作，尤其在收錄曲〈Like A Star〉中親自參與填詞，部分歌詞取材自她日常日記內容，以表達對粉絲的感謝之意。專輯多數歌曲由RBW製作人徐勇培（서용배）等人創作，主打曲〈KNOCK〉原為風格強烈的作品，李彩演起初對其是否適合自身風格有所顧慮，但經過反覆練習與調整後，她對最終成品表示滿意。

## 曲目
| 曲序     | 曲目                |                                               | 作曲                     | 編曲                        | 时长  |
| -------- | ------------------- | --------------------------------------------- | ------------------------ | --------------------------- | ----- |
| 1.       | ntro : Line By Line | 徐勇培（RBW）                                 | 徐勇培（RBW）            | 徐勇培（RBW）               | 1:11  |
| 2.       | Knock               | 徐勇培（RBW） Yoo Joo Yi（유주이，RBW）       | 徐勇培 李後上 Yoo Joo Yi | 徐勇培（RBW）               | 2:53  |
| 3.       | I Don't Wanna Know  | 徐勇培（RBW） 金敏起                          | 徐勇培 金敏起            | 徐勇培 金敏起               | 3:00  |
| 4.       | Don't Be A Jerk     | 徐勇培（RBW） 李後上（RBW） Yoo Joo Yi（RBW） | 徐勇培 李後上 Yoo Joo Yi | 徐勇培 李後上               | 3:10  |
| 5.       | Like A Star         | Adam H. Evans 陳民浩（진민호） 李彩演         | Adam H. Evans 陳民浩     | Adam H. Evans 陳民浩 姜敏勳 | 3:31  |
| 总时长： | 总时长：            | 总时长：                                      | 总时长：                 | 总时长：                    | 13:45 |

## 音樂錄影帶
〈KNOCK〉的音樂錄影帶於專輯發行當日同步公開。MV採用強調舞蹈動作與節奏剪輯的手法進行製作，畫面轉換與音樂節拍相呼應，聚焦於李彩演的舞蹈編排與表現力。影片中，她穿著改良後的學生制服造型，搭配與編舞者的群體舞蹈場面，整體呈現出青春風格的視覺效果。作為專輯主打歌曲，〈KNOCK〉延續其舞曲取向，融合放克與電子流行元素。該曲在發行後因其副歌旋律與舞蹈編排受到部分媒體與評論正面評價，認為其表現展現出李彩演作為K-POP新生代藝人的風格特色。

## 宣傳活動
李彩演於專輯發行當天，在首爾廣津區Yes24 Live Hall舉辦媒體與粉絲參與的Showcase活動，現場首次公開主打曲〈KNOCK〉的舞台表演，並分享專輯製作的相關心得。她在受訪時表示，對於此次以新作品回歸舞台感到緊張與感激，並強調自己內心更多的是喜悅之情。隨後，她展開為期數週的宣傳活動，於Mnet《M Countdown》、KBS《音乐银行》、MBC《Show! 音樂中心》、SBS《人氣歌謠》等音樂節目中演出〈KNOCK〉。其中，她於5月14日出演《人氣歌謠》的舞台。

## 商業表現
《Over The Moon》在發行首週即登上韓國Circle專輯榜第9名，根據Circle Chart統計，該週銷量約為23,354張。主打曲〈KNOCK〉的音源表現初期反應一般，但在發行兩週後開始進入多個音源平台榜單。該曲於發行第12天首次進入Melon實時排行榜前100名，約一個月後進入Melon日榜前30名，並於2023年5月10日分別位列Melon日榜第27名與實時榜第21名。此外，〈KNOCK〉在Genie、Bugs、Flo、Vibe等韓國主要音樂平台上的排名亦有所上升。
隨著音源成績的提升，李彩演以個人身份首次成為音樂節目「一位」候補，提高了其公眾能見度。在國際市場方面，該專輯在德國、瑞典、馬來西亞、芬蘭等21個國家與地區的iTunes K-POP專輯榜進入前十名，部分地區排名第一；主打歌〈KNOCK〉亦於比利時、澳洲等14個地區的iTunes K-POP歌曲榜進入前十名。截至宣傳期結束，《Over The Moon》的總銷量已突破3萬張。

## 樂評
《Over The Moon》發行後獲得部分媒體與粉絲的正面評價。主打曲〈KNOCK〉因其旋律易於記憶及舞蹈編排受到關注。根據MyDaily等韓國媒體報導，該曲旋律具備一定的傳唱性，並被認為展現了李彩演在舞台上的自信形象。此外，包括SEVENTEEN成員Dino、Monsta X成員周憲、說唱歌手李泳知等偶像藝人參與翻跳〈KNOCK〉的影片亦引發關注，進一步提高該曲在大眾間的曝光度。
隨著音源表現逐步上升，李彩演的舞台形象逐漸受到認可，一些粉絲與媒體將她定位為具備穩定舞台表現力的Solo歌手。韓國《每日經濟》旗下媒體《Star Today》曾以「〈KNOCK〉衝出重圍，勢不可擋地穩步登頂榜單」為標題，報導她此次活動在個人音樂事業上的進展。